# Franc Čebulj
Franc Čebulj, slovenski politik, trgovec in župan občine Cerklje na Gorenjskem * 21. avgust 1952.

## Življenjepis
Leta 1996 je bil izvoljen v 2. državni zbor Republike Slovenije; v tem mandatu je bil član naslednjih delovnih teles:
- Komisija za volitve, imenovanja in administrativne zadeve (od 25. julija 1997),
- Odbor za kmetijstvo, gozdarstvo in prehrano (od 16. januarja 1997),
- Odbor za zdravstvo, delo, družino in socialno politiko (16. januar - 17. december 1997),
- Odbor za spremljanje uresničevanja Resolucije o izhodiščih zasnove nacionalne varnosti Republike Slovenije (od 16. januarja 1997) in
- Odbor za infrastrukturo in okolje (od 17. decembra 1997).

Na državnozborskih volitvah leta 2011 je kandidiral na listi SLS.